# Звягель (футбольный клуб)
«Звягель» (укр. Звягель) — украинский футбольный клуб из одноимённого города Житомирской области. Домашние матчи проводил на стадионе «Авангард»

## Названия
- 1993—1996 — «Звягель-93»
- 1997 — «Лидер»
- 1998—2001 — «Звягель-93»
- 2002 — «Фортуна»
- 2016—2024 — «Звягель»

## История
Клуб был основан в 1993 году под названием «Звягель-93». В том же году, в дебютном сезоне клуб стал победителем чемпионата области в клубном зачёте (где учитывались результаты основной и юношеской команд), а также дошёл до финала кубка Житомирщины. Уже в следующем году команда стала серебряным призёром чемпионата области, а в 1996 году впервые выиграла кубок Житомирской области, в финале обыграв малинский «Бумажник». Также коллектив участвовал в любительском кубке Украины, наивысшим достижением в котором стал выход в 1/8 финала в сезоне 1997/98. В 2002 году команда была расформирована
В 2016 году, по инициативе тренеров новоград-волынской ДЮФШ и бывших игроков «Звягеля-93» Руслана Скидана и Валерия Близниченко, при финансовой поддержке местных бизнесменов и городской администрации, команда была возрождена. Уже в следующем году воссозданный клуб снова вышел в финал кубка области. В 2018 году «Звягель» стал серебряным призёром чемпионата Житомирщины, а также повторил свой прошлогодний успех в кубке. В 2019 году клуб сделал «золотой дубль», став обладателем кубка области, а также впервые победив в областном первенстве. В сезоне 2019/20 команда впервые после возрождения приняла участие в любительском кубке Украины, а в 2021 году «Звягель» впервые заявился для участия в любительском чемпионате страны. В прерванном из-за российского вторжения в Украину, дебютном сезоне на всеукраинском уровне, команда стала шестой в своей группе. В 2022 году коллектив прошёл аттестацию для участия во второй лиге чемпионата Украины, получив поддержку от народного депутата Дмитрия Костюка, который стал президентом клуба. Дебютную игру на профессиональном уровне «Звягель» провёл 12 сентября 2022 года, на выезде сыграв вничью с николаевским «Вастом» со счётом 0:0. Первый сезон во второй лиге команда завершила на 5-й позиции, а уже в следующем году стала бронзовым призёром дивизиона, после чего в стыковых матчах обыграла закарпатский «Хуст» и получила право на повышение в классе. Однако, летом 2024 года руководство клуба объявило о прекращении выступлений, в связи с невозможностью проводить матчи первой лиги в Звягеле из-за несоответствующего требованиям ПФЛ Украины уровня инфраструктуры

## Достижения
- Вторая лига Украины
  - Бронзовый призёр: 2023/24
- Чемпионат Житомирской области
  - Победитель (2): 2019, 2020
  - Серебряный призёр (2): 1994, 2018
  - Бронзовый призёр: 1997
- Кубок Житомирской области
  - Обладатель (3): 1996, 1997, 2019